# Daria Trafankowska

Daria Trafankowska z Januarym Brunovem oraz zawodnikami w studiu Szalonych liczb

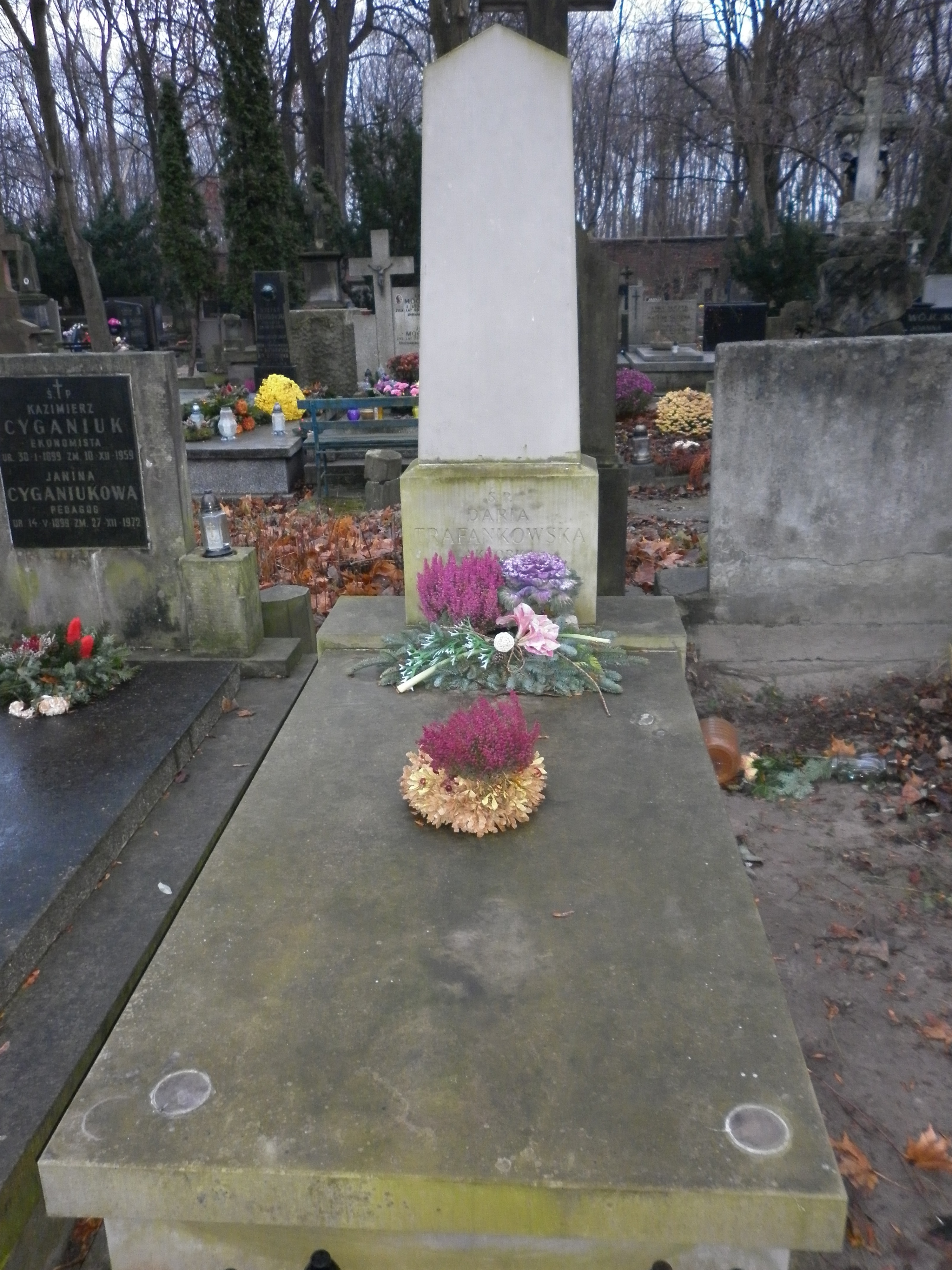
Grób Darii Trafankowskiej na cmentarzu Powązkowskim

Daria „Duśka” Trafankowska (ur. 5 stycznia 1954 w Poznaniu, zm. 9 kwietnia 2004 w Warszawie) – polska aktorka telewizyjna i teatralna, lektorka, prezenterka telewizyjna oraz dziennikarka radiowa.

## Życiorys

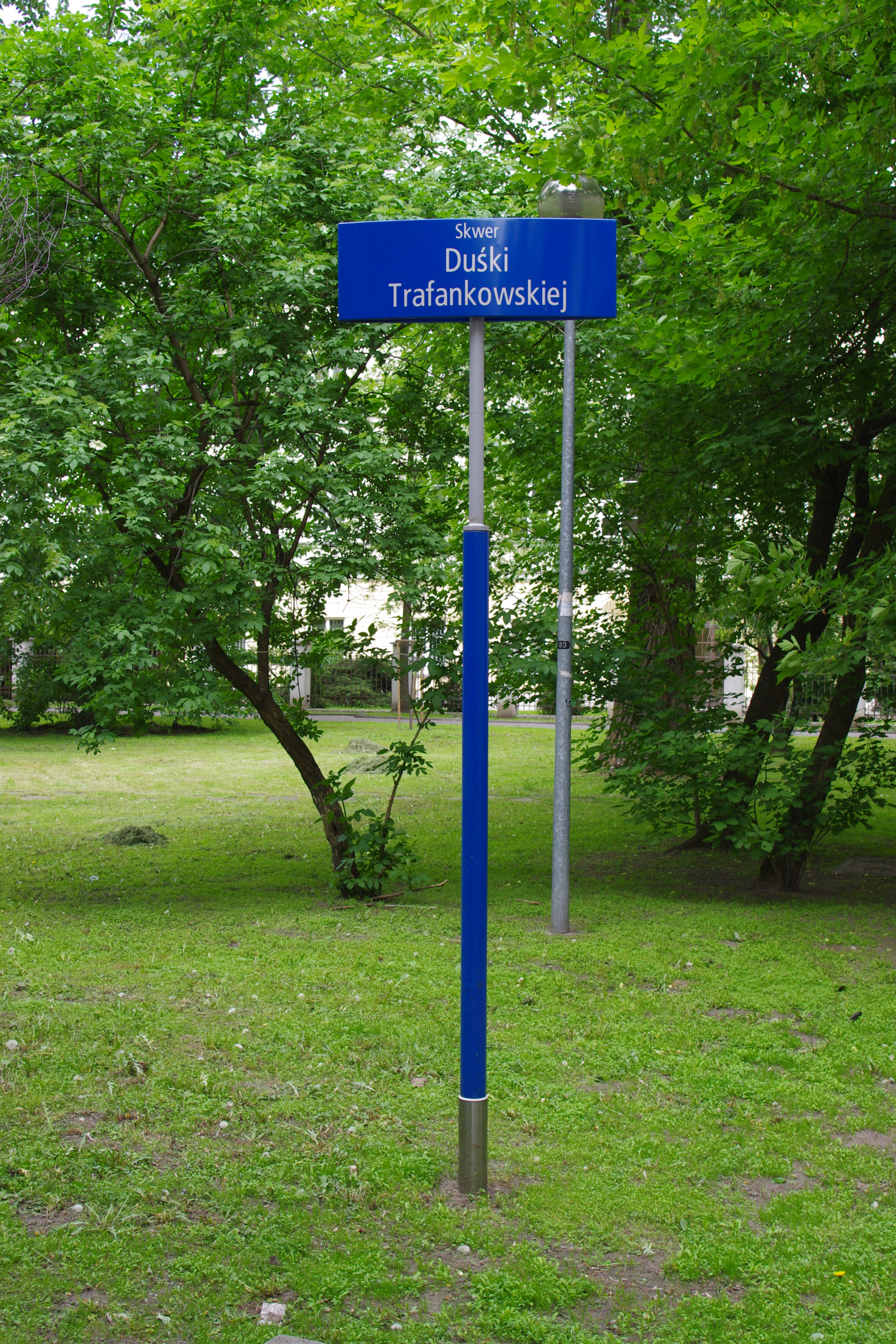
Skwer imienia aktorki w warszawskim Śródmieściu

W 1979 ukończyła studia na Wydziale Aktorskim Państwowej Wyższej Szkoły Filmowej, Telewizyjnej i Teatralnej w Łodzi. Pracowała jako adeptka w Teatrze im. Aleksandra Fredry w Gnieźnie. Była również lektorką i dziennikarką radiową. Od 1979 związana z teatrami warszawskimi. Pracowała w Teatrze Pantomimy w Warszawie, potem w Rozgłośni Harcerskiej. Do 1981 grała w Teatrze Narodowym, następnie w Teatrze Powszechnym.
W latach 1995–2000 prowadziła (wraz z aktorem Januarym Brunovem) teleturniej matematyczny dla dzieci Szalone liczby (TVP2). Pod koniec życia znana przede wszystkim z roli Danusi Dębskiej, siostry oddziałowej w serialu Na dobre i na złe. 
15 kwietnia 2004 została pochowana w Warszawie na cmentarzu Powązkowskim (kwatera 207-4-5).
Od 2009 jest patronką jednego ze skwerów w Warszawie.

## Życie prywatne
Była żoną reżysera Waldemara Dzikiego (rozwód), z którym miała syna Wita. Występowała m.in. w filmach reżyserowanych przez męża. W filmie Życie za życie. Maksymilian Kolbe z 1991 roku zagrała Mariannę Kolbe, matkę Maksymiliana Marii Kolbe, w którego postać z okresu dzieciństwa wcielił się syn Darii Trafankowskiej, Wit.
Zmarła na raka trzustki. 

## Role teatralne
- Iwona, księżniczka Burgunda
- Ferdydurke
- Wariacje Goldbergowskie
- Wesele

## Role filmowe i telewizyjne
- Zdjęcia próbne (1976) – Anka Karaszkiewicz
- Polskie drogi (1976) – Kasia Kozakiewicz
- Coś za coś (1977) – nowo przyjęta asystentka Anny
- Ślad na ziemi (1978) – Hanka, córka sołtysa
- Spirala (1978) – pielęgniarka
- Dom (1980) – Jadźka, siostra Wiktora
- Bołdyn (1981) – sierżant Elka Winiarska
- Noc poślubna w biały dzień (1982) – Małgosia
- Stan wewnętrzny (1983) – sąsiadka Jakuba
- Niedzielne igraszki (1983) – opiekunka z TPD
- Rok spokojnego słońca (1984) – dziewczyna wydająca jedzenie po koncercie
- Inna wyspa (1986) – siostra Klara
- Cudowne dziecko (1986) – mama Piotra
- Ucieczka z kina „Wolność” (1990) – Jurczyk, pani z kuratorium
- Koniec gry (1991) – Anka, siostra Janusza
- Kraj świata (1993) – kobieta czekająca na cud
- Polska śmierć (1994) – żona Roberta
- Tato (1995) – Małgorzata Piotrowska, psychiatra
- A piekło, Isabelle? (1996) teatr TV – Yvonne Gouin
- Moja Angelika (1999) – gospodyni domu - bazy grupy pościgowej
- Na dobre i na złe (1999–2004) – oddziałowa Danuta Dębska-Tretter
- Wyrok na Franciszka Kłosa (2000) – bufetowa

## Polski dubbing
- Wakacje. Żegnaj szkoło
- Rogate ranczo